# Stazione di Belvedere (Londra)
La stazione di Belvedere è una stazione ferroviaria situata lungo la ferrovia Lewisham-Rochester, a servizio del quartiere di Belvedere nel borgo londinese di Bexley.

## Storia
La stazione risale al 1859.
Un passaggio a livello situato oltre l'estremità occidentale dei binari è stato chiuso prima dell'estensione dei binari verso ovest, avvenuto intorno al 1994; la biglietteria e le pensiline dei binari sono state ricostruite poco dopo.

## Movimento
Belvedere è un nodo ferroviario con servizi ferroviari suburbani operati da Southeastern.

## Interscambi
Nelle vicinanze della stazione effettuano fermata alcune linee automobilistiche urbane, gestite da London Buses.
- Fermata autobus